# Fondali Capo Mortola - San Gaetano
Fondali Capo Mortola - San Gaetano este o arie protejată (arie specială de conservare — SAC, sit de importanță comunitară — SCI) din Italia întinsă pe o suprafață de 339 ha, integral marine.

## Localizare
Centrul sitului Fondali Capo Mortola - San Gaetano este situat la coordonatele 43°46′53″N 7°33′42″E / 43.781389°N 7.561667°E.

## Înființare
Situl Fondali Capo Mortola - San Gaetano a fost declarat sit de importanță comunitară în iunie 1995 pentru a proteja . Situl a fost protejat și ca arie specială de conservare în octombrie 2016.

## Biodiversitate
Situată în ecoregiunea mediteraneană, aria protejată conține 3 habitate naturale: Bancuri de nisip acoperite în permanență slab de apă marină, Recifuri, Straturi cu Posidonia (Posidonion oceanicae).
La baza desemnării sitului se află un număr nedeclarat de specii protejate:
Pe lângă speciile protejate, pe teritoriul sitului au mai fost identificate 1 specie de nevertebrate, 10 specii de pești.